# ۱ شهریور
۱ شهریور صد و پنجاه و ششمین روز سال در گاه‌شماری خورشیدی است. به پایان سال ۲۰۹ روز (۲۱۰ روز در سال کبیسه) باقی‌است.

## رویدادها
- ۱۳۹۷ - حادثه ریزش غار یخی چما
- ۱۳۹۸ - آغاز لیگ برتر فوتبال ایران ۹۹–۱۳۹۸
- ۱۳۹۸ - آغاز جام حذفی فوتبال ایران ۹۹–۱۳۹۸

## مناسبت‌ها
- روز بزرگداشت ابوعلی سینا
- روز پزشک در ایران[۱]
- روز یزد

## زادروزها
- ۳۵۹ - ابن سینا، پزشک، شاعر ملقب به شیخ الرئیس (درگذشت ۲ تیر ۴۱۶)
- ۱۲۴۴ - محمود طرزی، وزیر خارجهٔ افغانستان در دورهٔ پادشاهی 'امان‌الله خان (درگذشت ۲ آذر ۱۳۱۲)
- ۱۲۹۴ - خسرو روزبه، نویسنده ، ریاضیدان
- ۱۳۰۳ - محمدجعفر محجوب، نویسنده ، محقق و مترجم
- ۱۳۰۸ - نجف دریابندری، مترجم و نویسنده
- ۱۳۰۸ - بدرالزمان قریب، زبان شناس
- ۱۳۱۱ - مظاهر مصفا، شاعر و ادیب
- ۱۳۱۱ - یوسف ثبوتی، فیزیکدان
- ۱۳۱۲ - حسین یوسف زمانی، آهنگساز و موسیقیدان
- ۱۳۳۰ - حسین علیزاده، نوازندهٔ تار و سه‌تار و آهنگ‌ساز
- ۱۳۳۳ - گوهر خیراندیش، بازیگر
- ۱۳۳۵ - احمد مسجد جامعی، وزیر سابق فرهنگ و ارشاد اسلامی
- ۱۳۳۶ - حسین خرازی، فرمانده جنگ
- ۱۳۳۶ - کاظم کاظمی، فرمانده جنگ
- ۱۳۴۰ - محمدباقر قالیباف، فرمانده جنگ ، سیاستمدار
- ۱۳۴۰ - محمدرضا زاهدی، فرمانده جنگ
- ۱۳۴۴ - مسعود مرادی، داور بین‌المللی فوتبال
- ۱۳۴۵ - عباس نیلفروشان، فرمانده جنگ
- ۱۳۴۶ - سید مناف هاشمی، دبیرکل کمیته ملی المپیک
- ۱۳۴۹ - مصطفی آل‌احمد ، کارگردان
- ۱۳۵۰ - مهدی سلطانی، بازیگر و استاد دانشگاه
- ۱۳۵۰ - رضا بهبودی، بازیگر
- ۱۳۵۳ - زین العابدین حقانی، جودوکار
- ۱۳۵۴ - شهرام قائدی، بازیگر
- ۱۳۵۴ - عباس محمدی، دروازه‌بان فوتبال
- ۱۳۵۷ - علی صالح‌آبادی ، سیاستمدار، اقتصاددان، دیپلمات ایرانی
- ۱۳۶۰ - هادی تأمینی، بازیکن فوتبال
- ۱۳۶۰ - ابوالفضل حاجی‌زاده، بازیکن فوتبال
- ۱۳۶۱ - مقداد قباخلو، بازیکن فوتبال
- ۱۳۶۶ -عبدالمحمد پاپی  ، قهرمان کشتی

- ۱۳۶۸ -شکیب شجره ، بازیگر
- ۱۳۶۹ - علی پاکدامن ، شمشیرباز سابر
- ۱۳۷۰ - سامان فائزی، والیبالیست
- ۱۳۵۶ - ستار بهشتی، کارگر و آزادی خواه و وبلاگ نویس ایرانی

## درگذشت‌ها
- ۱۳۶۹ - پرویز ناتل خانلری، پژوهشگر، زبان‌شناس، نویسنده، مترجم، شاعر، ادیب و سیاست‌مدار
- ۱۳۸۹ - مهین شهابی، بازیگر
- ۱۳۵۷ - محمد پروین گنابادی، محقق و مترجم و مصحح ایرانی

- ۱۳۵۹ - علی‌اصغر حکمت، سیاستمدار
- ۱۳۷۷ - اسدالله لاجوردی، رئیس زندان اوین و دادستان انقلاب تهران در دههٔ شصت
- ۱۴۰۰ - احمد نوری‌زاده، شاعر